# Fitomelioracja
Fitomelioracja (gr. phytón - roślina + łac. melioratio ~ naprawa, ulepszenie) – melioracja biologiczna, poprawianie produktywności gleb i możliwości wykorzystania gruntów przez zakładanie upraw odpowiednio dobranych gatunków roślin. 
Rośliny drzewiaste liśćmi i gałązkami opadającymi na ściółkę wzbogacają glebę w próchnicę, systemem korzeniowym przebijają zwięzłe warstwy gleby, umożliwiając ruch wody i przewietrzanie gleby, poprawiają też mikroklimat. 
Rośliny motylkowe (łubin trwały, żarnowiec, lucerna, koniczyna i inne) wzbogacają glebę w związki azotowe. Trawy, tworząc gęstą darń, utrwalają gleby ruchome. 
Dzięki fitomelioracji można utrwalać skarpy, nasypy, brzegi wód, uproduktywniać grunty poddane uprzednio rekultywacji, poprawiać gleby wyjałowione przez monokulturę lub w inny sposób zdegradowane. W odróżnieniu od melioracji wodnej fitomelioracja ma na środowisko wpływ jednoznacznie pozytywny.
Rodzaje zabiegów na polach ornych:
- zadarnienia (małoobszarowe użytki zielone)
- zadrzewienia (rzędowe, kępowe, pasmowe)
- zalesienia (zmiana użytkowania na leśne)